# Preserje, Brezovica
Preserje este o localitate din comuna Brezovica, Slovenia, cu o populație de 263 de locuitori.